# Tryphonos
Tryphonos is een historisch Brits merk van experimentele motorfietsen. 
De Tryphonos-modellen waren allemaal voorzien van naafbesturing. Het was een afstudeerproject uit 1990 van Michael Tryphonos. In 1993 waren er twee rijdende prototypen. In 1995 werd een machine ingezet in de Formula One TT en de Senior TT op het eiland Man. Daarna ontwikkelde men de Tryphonos 937 TT met een 900cc-Suzuki-motor en de Tryphonos 998 ZX met een 1.000cc-Kawasaki. De beproevingen met de Tryphonos-motorfietsen gingen door tot 1999. Inmiddels waren er meer bedrijven die motorfietsen met naafbesturing bouwden, maar het systeem kon zich niet doorzetten tegen de steeds beter wordende telescoopvorken en Upside Down-voorvorken.